# Leichtathletik-Weltmeisterschaften 2017/Teilnehmer (Guatemala)
| Gelbes Symbol für Goldmedaillen mit stilisierten Olympischen Ringen | Graues Symbol für Silbermedaillen mit stilisierten Olympischen Ringen | Braundes Symbol für Bronzemedaillen mit stilisierten Olympischen Ringen |
| ------------------------------------------------------------------- | --------------------------------------------------------------------- | ----------------------------------------------------------------------- |
| —                                                                   | —                                                                     | —                                                                       |

Von Guatemala wurden eine Athletin und sechs Athleten für die Leichtathletik-Weltmeisterschaften 2017 in London nominiert.

## Ergebnisse

### Frauen

#### Laufdisziplinen
| Athletin    | Disziplin   | Vorlauf | Vorlauf | Halbfinale | Halbfinale | Finale       | Finale |
| Athletin    | Disziplin   | Zeit    | Platz   | Zeit       | Platz      | Zeit         | Platz  |
| ----------- | ----------- | ------- | ------- | ---------- | ---------- | ------------ | ------ |
| Mirna Ortíz | 20 km Gehen |         |         |            |            | 1:30:01 h SB | 11     |

### Männer

#### Laufdisziplinen
| Athlet                  | Disziplin   | Vorlauf | Vorlauf | Halbfinale | Halbfinale | Finale       | Finale |
| Athlet                  | Disziplin   | Zeit    | Platz   | Zeit       | Platz      | Zeit         | Platz  |
| ----------------------- | ----------- | ------- | ------- | ---------- | ---------- | ------------ | ------ |
| Erick Barrondo          | 20 km Gehen |         |         |            |            | 1:21:34 h SB | 21     |
| José Alejandro Barrondo | 20 km Gehen |         |         |            |            | 1:23:47 h    | 40     |
| José María Raymundo     | 20 km Gehen |         |         |            |            | 1:27:09 h    | 52     |
| José Amado García       | Marathon    |         |         |            |            | 2:25:03 h    | 58     |
| Luis Carlos Rivero      | Marathon    |         |         |            |            | 2:41:39 h    | 69     |
| Juan Carlos Trujillo    | Marathon    |         |         |            |            | 2:33:42 h SB | 67     |